# Edna Cers
Edna Veronica Cers-Winberg, född 10 mars 1934 i Hongkong, är en svensk målare, tecknare och textilkonstnär.
Hon är dotter till importören Hamilcar Cers och Katharina Brangard och gift 1955–1987 med Bengt Winberg samt mor till Malin Lidén och mormor till Lindali Winberg. Cers-Winberg växte upp i Kanada efter att familjen tvingades lämna Hongkong under andra världskriget. Hon studerade konst vid Vancouver School of Art 1950–1954 och för Endre Nemes vid Valands målarskola i Göteborg 1954–1955. Hon var under tre års tid periodvis bosatt i Spanien och genomförde på 1950-talet studieresor till bland annat Främre Orienten, USA, Mexico, Kanada och Sverige. Tillsammans med sin man ställde hon ut några gånger i Skara, Borås, Skövde, Lidköping och på Galleri 54 i Göteborg. Separat ställde hon ut med batik i Mariestad och Skövde. Hon var representerad i utställningen Nya Valand som visades i Växjö 1959 och i en samlingsutställning i St. Louis 1960. Hon medverkade i flera Skaraborgssalonger som visades på olika platser i länet samt flera grupputställningar på Galleri 54 i Göteborg. Som illustratör illustrerade hon bland annat Lidköpingsboken 1986, och Gunnar Lindes Ortnamn och kulturminnen kring sjön Östen 1982 samt Ulla Anderssons Museer i Skaraborgs län. 
Hennes konst består förutom målningar med porträtt och figurer utförda i olja, gouache eller ritstift och batikbilder där hon har inspirerats av nordisk mytologi. Cers-Winberg är representerad vid bland annat Borås konstmuseum, Mariestads stadshus och med en temperamålning vid Viktoriagården i Skara.